# Pareuptychia binocula
Pareuptychia binocula är en fjärilsart som beskrevs av Butler 1869. Pareuptychia binocula ingår i släktet Pareuptychia och familjen praktfjärilar. Inga underarter finns listade i Catalogue of Life.